# 尹克升
尹克升（1932年3月—2011年5月19日），男，河北通县（今属北京）人，中华人民共和国政治人物。大学文化。曾任中共青海省委书记，為中華人民共和國青海省的第十任領導人。中共第十二届（1985年9月增选）、十三届、十四届中央委员。第八届、第九届全国人大代表，第九届全国人大常委。

## 生平
1949年3月参加革命工作。1953年6月加入中国共产党。1964年毕业于北京石油学院开发系油田开采专业。历任青海石油管理局科研所副所长、局长，中共青海省委常委，青海省副省长，1985年任中共青海省委书记。1997年2月至1998年4月任中共中央直属机关工委副书记（正部长级）。1998年3月，第九届全国人大第一次会议上，他当选全国人民代表大会常务委员会委员、全国人大民族委员会副主任委员。中共第十二届、十三届、十四届中央委员。
2011年5月19日，尹克升因病在北京逝世，享年80岁。